# Centro de interpretación de la provincia de Córdoba
El centro de interpretación de la provincia de Córdoba es un espacio cultural impulsado por el Gobierno de la provincia de Córdoba como parte de los festejo del Bicentenario de la Revolución de Mayo de 1810.
En 2009, el Gobernador Juan Schiaretti y el Colegio de Arquitectos de Córdoba llamaron a un concurso provincial de ideas, eligiendo en marzo de 2010 a la propuesta de los arquitectos Inés Saal, Santiago Tissot, Iuan Castañeda, Alejandro Cohen, 
Cristian Nanzer y Juan Salassa, entre las 26 ideas presentadas.
Para la construcción, se eligió un terreno de 15 500 m², junto a edificios de alto valor cultural-patrimonial como los Museos Caraffa (con su ampliación reciente) y el Museo de Ciencias naturales; y en un contexto de alto valor paisajístico como es el ingreso al parque Sarmiento y en particular con El Rosedal como colindante.
En el programa de necesidades presentado por el Gobierno provincial, se marca que el centro de interpretación estaría dividido en sectores con los siguientes temas: La Historia – El Turismo – La Cultura – La Geografía – La Flora – La Fauna – La Producción - Los Avances Científicos y Tecnológicos – La Educación – La Arquitectura. Cada uno estaría equipado con material audiovisual , y además de las áreas indispensables de administración y servicios, habría una oficina de la Secretaría de Turismo de Córdoba, y un bar.
Según el jurado del concurso de proyecto, el ganador fue elegido por «la sencillez del partido adoptado que resuelve con una plaza escalonada la cubierta del centro de interpretación». Se elogió «la cualidad estética de la cubierta como objeto de arte, generador de espacios, articulador de los distintos niveles además. La sutilezas- pliegues incorporan además iluminación y ventilación natural en todo su perímetro jerarquizando los ingresos». En conclusión, el edificio proyectado cumpliría «un doble rol, de plaza pública escalonada en su cara superior y de contenedor de muestras en su nivel inferior se inscribe en la tradición arquitectónica argentina  de partido fuerte y contundente». El conjunto estaría rematado por el Faro del Bicentenario, un faro que alcanzaría los 80 metros de altura.
El edificio tendrá un subsuelo, planta baja y tres pisos. El área de mantenimiento del edificio se ubica en el subsuelo, con depósitos generales, sala de máquinas y taller de reparaciones del edificio. Tendrá un estacionamiento para 21 plazas, playa de maniobras y acceso de servicios al pabellón. En el primero y segundo pisos se ubicarán el sector de depósitos del archivo histórico, y los sectores de sanitarios. En el tercer piso estará el departamento de Historia y Junta Provincial de Historia, el departamento de Archivística, y las áreas técnicas de restauración y digitalización documental. Para la construcción, se previó un presupuesto de 28,3 millones de pesos.